# Відар Рісет
Відар Рісет (норв. Vidar Riseth, нар. 21 квітня 1972, Фроста) — норвезький футболіст, що грав на позиції захисника.
Виступав, зокрема, за клуби «Селтік», «Мюнхен 1860» та «Русенборг», а також національну збірну Норвегії, з якою був учасником чемпіонату світу та Європи.

## Клубна кар'єра

### Початок кар'єри
Різет розпочав свою кар'єру на позиції форварда у клубі «Несет», але пізніше перейшов на позицію захисника.
На початку 1992 року Рісет потрапив у «Русенборг». Молодий футболіст дебютував у вищому дивізіоні Норвегії 23 серпня 1992 року в домашньому матчі проти «Мйондален» (1:2). Це була його єдина гра того сезону, але цього було досить, щоб здобути титул чемпіона Норвегії. 29 серпня 1993 року Відар забив перший гол у Елітсеріен проти «Фюлінгена» (5:1). 1 вересня 1993 року зіграв першу зустріч в єврокубках в попередньому раунді Ліги чемпіонів 1993/94 проти «Авеніра» (1:0). У сезоні 1993 року Рісет більше грав і знову виграв чемпіонат, але основним гравцем так і не став.
Через це на початку 1994 року Рісет перейшов у «Конгсвінгер». Він дебютував з цією командою 17 квітня 1994 року в матчі проти «Буде-Глімта» (1:1), а у наступному турі, 24 квітня, забив перший гол у ворота «Тромсе». Всього за перший сезон зіграв 18 матчів у чемпіонаті, забивши 3 голи. Наступний сезон став більш вдалим для гравця, який забив 12 голів у 26 іграх чемпіонаті. У листопаді 1995 року Рісет перейшов у короткострокову оренду в англійський «Лутон Таун». У той час команда грала у Першому дивізіоні, а Рісет виступав там до березня 1996 року, провівши 11 виступів. Потім він повернувся до «Конгсвінгера», де він залишився ще на один сезон.

### Виступи за кордоном
Влітку 1996 року перейшов в австрійський ЛАСК (Лінц), де провів два сезони, після чого став гравцем шотландського «Селтіка», до складу якого приєднався 1998 року на запрошення головного тренера Йозефа Венглоша за 1,5 млн. фунтів. Дебют у шотландській Прем'єр-лізі 26 вересня 1998 року в матчі з «Гарт оф Мідлотіан» (1:1), а 27 грудня забив перший гол за клуб в зустрічі з «Данді» (3:0). 2 травня 1999 року він отримав червону картку в дербі «Олд Фірм», через що його клуб програв «Рейнджерсу» 0:3. З кельтами норвежець виграв лише один трофей — Кубок шотландської ліги 1999/00, при цьому Рісет був автором першого вирішального голу в фіналі проти «Абердіна» (2:0). Після того як 2000 року Мартін О'Ніл став головним тренером клубу, він став менше залучати Рісета до матчів команди. Через це футболіст був відданий в оренду в німецький «Мюнхен 1860», який викупив контракт гравця в березні 2001 року за 1 млн. фунтів. Він дебютував у Бундеслізі 11 листопада 2000 року в матчі проти «Вольфсбурга» (2:2), а 13 грудня забив перший гол у німецькому вищому дивізіоні проти «Енергі» (Котбус) (3:2). Всього у Бундеслізі Рісет провів 43 матчі і забив 3 голи.

### Повернення в «Русенборг»

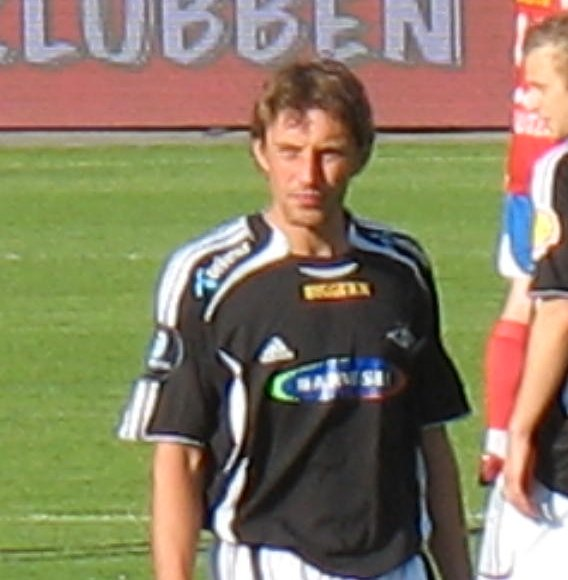
Відар_Рісет у складі «Русенборга»

У грудні 2002 року Рісет був куплений «Русенборгом», який скористався складною економічною ситуацією в «Мюнхені 1860», що підписати гравця за хорошою ціною. 12 квітня 2003 року у матчі проти «Волеренги» (1:0). Тренер клубу Оге Гарейде почав награвати гравця в центрі оборони в парі з Еріком Хофтуном, які грали поряд протягом декількох сезонів, поки Хофтун 2005 року не був проданий в «Буде-Глімт». Після цього у сезоні 2006 року Рісет грав як півзахисник. Наступного сезону з цієї позиції його витіснив Александер Тетті, і Різет виступав нерегулярно на різних позиціях протягом сезону 2007 року. Він мав мало ігрової практики і тому вирішив покинути клуб наприкінці року. За час виступів у клубі він виграв ще три чемпіонати Норвегії і національний Кубок; у 2003 році він також був визнаний найкращим захисником чемпіонату. 

### Завершення кар'єри
На початку 2008 року Рісет став гравцем «Ліллестрема». Він дебютував у команді 30 березня 2008 року в матчі проти «Тромсе» (1:1) і виступав за клуб протягом півтора років, а потім був проданий в середині сезону 2009 року у «Стремсгодсет», де пограв до кінця сезону. 
11 грудня 2009 року він підписав однорічний контракт з «Конгсвінгером» з бажанням закінчити свою кар'єру у складі цієї команди. 25 травня 2010 року він оголосив про завершення ігрової кар'єри через певні постійні фізичні проблеми. Після цього була організована товариська гра, щоб відсвяткувати прощання Рісета з футболом. Тим не менш згодом футболіст ще недовго пограв у складі резервної команди «Волеренга» у третьому за рівнем норвезькому дивізіоні у сезоні 2011 року.

## Виступи за збірну
8 жовтня 1997 року дебютував в офіційних матчах у складі національної збірної Норвегії в товариській грі проти Колумбії (0:0), замінивши Бйорна Вільюгрейна у другому таймі. 25 березня 1998 року забив перший гол за збірну у матчі проти Бельгії (2:2)., а влітку того ж року поїхав на чемпіонат світу 1998 року у Франції, на якому зіграв у всіх 4 матчах своєї команди.
Через два роки у складі збірної був учасником чемпіонату Європи 2000 року у Бельгії та Нідерландах, на якому зіграв в одному матчі проти Іспанії, в якому норвежці здобули сенсаційну перемогу 1:0.
В подальшому брав участь зі збірною у відбіркових матчах на чемпіонат світу 2002 та 2006 років та Євро-2008, але на жоден з турнірів Норвегія не пробилась. Всього протягом кар'єри у національній команді, яка тривала 11 років, провів у формі головної команди країни 52 матчі, забивши 4 голи.

## Статистика виступів

### Статистика клубних виступів
| Сезон                   | Клуб                    | Чемпіонат               | Чемпіонат | Чемпіонат | Національний кубок | Національний кубок | Національний кубок | Континентальні кубки | Континентальні кубки | Континентальні кубки | Суперкубки | Суперкубки | Суперкубки | Усього | Усього |
| Сезон                   | Клуб                    | Ліга                    | Ігор      | Голів     | Ліга               | Ігор               | Голів              | Ліга                 | Ігор                 | Голів                | Ліга       | Ігор       | Голів      | Ігор   | Голів  |
| ----------------------- | ----------------------- | ----------------------- | --------- | --------- | ------------------ | ------------------ | ------------------ | -------------------- | -------------------- | -------------------- | ---------- | ---------- | ---------- | ------ | ------ |
| 1992                    | «Русенборг»             | ЕС                      | 1         | 0         | КН                 | 0                  | 0                  | КУЄФА                | 0                    | 0                    | -          | -          | -          | 1      | 0      |
| 1993                    | «Русенборг»             | ЕС                      | 10        | 2         | КН                 | 2                  | 3                  | ЛЧ                   | 2                    | 0                    | -          | -          | -          | 14     | 5      |
| 1994                    | «Конгсвінгер»           | ЕС                      | 18        | 3         | КН                 | 2                  | 0                  | -                    | -                    | -                    | -          | -          | -          | 20     | 3      |
| 1995                    | «Конгсвінгер»           | ЕС                      | 24        | 12        | КН                 | 4                  | 3                  | -                    | -                    | -                    | -          | -          | -          | 28     | 15     |
| 1995–96                 | «Лутон Таун»            | 1Д (ІІ)                 | 11        | 0         | КА+КЛ              | ?                  | ?                  | -                    | -                    | -                    | -          | -          | -          | ?      | ?      |
| 1996                    | «Конгсвінгер»           | ЕС                      | 16        | 5         | КН                 | 4                  | 3                  | -                    | -                    | -                    | -          | -          | -          | 20     | 8      |
| 1996–97                 | ЛАСК (Лінц)             | БЛ                      | 33        | 7         | КА                 | ?                  | ?                  | -                    | -                    | -                    | -          | -          | -          | ?      | ?      |
| 1997–98                 | ЛАСК (Лінц)             | БЛ                      | 29        | 4         | КА                 | ?                  | ?                  | -                    | -                    | -                    | -          | -          | -          | ?      | ?      |
| Усього за ЛАСК (Лінц)   | Усього за ЛАСК (Лінц)   | Усього за ЛАСК (Лінц)   | 62        | 11        |                    | ?                  | ?                  |                      | ?                    | ?                    |            | -          | -          | ?      | ?      |
| 1998–99                 | «Селтік»                | ПЛ                      | 27        | 3         | КШ+КЛ              | ?                  | ?                  | ЛЧ+КУЄФА             | ?                    | ?                    | -          | -          | -          | ?      | ?      |
| 1999–00                 | «Селтік»                | ПЛ                      | 28        | 0         | КШ+КЛ              | ?                  | ?                  | КУЄФА                | ?                    | ?                    | -          | -          | -          | ?      | ?      |
| 2000–01                 | «Селтік»                | ПЛ                      | 1         | 0         | КШ+КЛ              | ?                  | ?                  | КУЄФА                | ?                    | ?                    | -          | -          | -          | ?      | ?      |
| Усього за «Селтік»      | Усього за «Селтік»      | Усього за «Селтік»      | 56        | 3         |                    | ?                  | ?                  |                      | ?                    | ?                    |            | -          | -          | ?      | ?      |
| 2000–01                 | «Мюнхен 1860»           | БЛ                      | 21        | 1         | КН+КЛ              | 1+0                | 0                  | ЛЧ+КУЄФА             | 0                    | 0                    | -          | -          | -          | 22     | 1      |
| 2001–02                 | «Мюнхен 1860»           | БЛ                      | 19        | 2         | КН                 | 1                  | 0                  | КІ                   | 6                    | 1                    | -          | -          | -          | 26     | 3      |
| 2002–03                 | «Мюнхен 1860»           | БЛ                      | 3         | 0         | КН                 | 1                  | 0                  | КІ                   | 1                    | 0                    | -          | -          | -          | 5      | 0      |
| Усього за «Мюнхен 1860» | Усього за «Мюнхен 1860» | Усього за «Мюнхен 1860» | 43        | 3         |                    | 3                  | 0                  |                      | 7                    | 1                    |            | -          | -          | 53     | 4      |
| 2003                    | «Русенборг»             | ЕС                      | 20        | 3         | КН                 | 5                  | 0                  | ЛЧ+КУЄФА             | 4+6                  | 0                    | -          | -          | -          | 35     | 3      |
| 2004                    | «Русенборг»             | ЕС                      | 25        | 4         | КН                 | 4                  | 0                  | ЛЧ                   | 7                    | 0                    | -          | -          | -          | 36     | 4      |
| 2005                    | «Русенборг»             | ЕС                      | 21        | 3         | КН                 | 1                  | 0                  | ЛЧ                   | 8+2                  | 0+1                  | -          | -          | -          | 32     | 4      |
| 2006                    | «Русенборг»             | ЕС                      | 24        | 1         | КН                 | 5                  | 0                  | -                    | -                    | -                    | -          | -          | -          | 29     | 1      |
| 2007                    | «Русенборг»             | ЕС                      | 14        | 1         | КН                 | 1                  | 0                  | ЛЧ                   | 10                   | 1                    | -          | -          | -          | 25     | 2      |
| Усього за «Русенборг»   | Усього за «Русенборг»   | Усього за «Русенборг»   | 104       | 12        |                    | 16                 | 0                  |                      | 37                   | 2                    |            | -          | -          | 157    | 14     |
| 2008                    | «Ліллестрем»            | ЕС                      | 22        | 2         | КН                 | 1                  | 0                  | КУЄФА                | 1                    | 0                    | -          | -          | -          | 24     | 2      |
| 2009                    | «Ліллестрем»            | ЕС                      | 10        | 0         | КН                 | 3                  | 0                  | -                    | -                    | -                    | -          | -          | -          | 13     | 0      |
| Усього за «Ліллестрем»  | Усього за «Ліллестрем»  | Усього за «Ліллестрем»  | 32        | 2         |                    | 4                  | 0                  |                      | 1                    | 0                    |            | -          | -          | 37     | 2      |
| 2009                    | «Стремсгодсет»          | ЕС                      | 7         | 0         | КН                 | -                  | -                  | -                    | -                    | -                    | -          | -          | -          | 7      | 0      |
| 2010                    | «Конгсвінгер»           | ЕС                      | 14        | 0         | КН                 | 0                  | 0                  | -                    | -                    | -                    | -          | -          | -          | 14     | 0      |
| Усього за «Конгсвінгер» | Усього за «Конгсвінгер» | Усього за «Конгсвінгер» | ?         | ?         |                    | ?                  | ?                  |                      | -                    | -                    |            | -          | -          | ?      | ?      |
| 2011                    | «Волеренга-2»           | 2Д (ІІІ)                | ?         | ?         | КН                 | -                  | -                  | -                    | -                    | -                    | -          | -          | -          | ?      | ?      |
| Усього                  | Усього                  | Усього                  | ?         | ?         |                    | ?                  | ?                  |                      | ?                    | ?                    |            | -          | -          | ?      | ?      |

### Статистика виступів за збірну
| Дата       | Місто         | Господарі | Результат | Гості             | Турнір               | Голи | Примітки |
| ---------- | ------------- | --------- | --------- | ----------------- | -------------------- | ---- | -------- |
| 08/10/1997 | Осло          | Норвегія  | 0 – 0     | Колумбія          | товариський матч     | -    |          |
| 25/02/1998 | Марсель       | Франція   | 3 – 3     | Норвегія          | товариський матч     | -    |          |
| 25/03/1998 | Брюссель      | Бельгія   | 2 – 2     | Норвегія          | товариський матч     | 1    |          |
| 22/04/1998 | Копенгаген    | Данія     | 0 – 2     | Норвегія          | товариський матч     | -    |          |
| 20/05/1998 | Осло          | Норвегія  | 5 – 2     | Мексика           | товариський матч     | 1    |          |
| 27/05/1998 | Молде         | Норвегія  | 6 – 0     | Саудівська Аравія | товариський матч     | -    |          |
| 10/06/1998 | Монпельє      | Норвегія  | 2 – 2     | Марокко           | ЧС 1998 - 1-й етап   | -    |          |
| 16/06/1998 | Бордо         | Норвегія  | 1 – 1     | Шотландія         | ЧС 1998 - 1-й етап   | -    |          |
| 23/06/1998 | Марсель       | Норвегія  | 2 – 1     | Бразилія          | ЧС 1998 - 1-й етап   | -    |          |
| 27/06/1998 | Марсель       | Норвегія  | 0 – 1     | Італія            | ЧС 1998 - 1/8 фіналу | -    |          |
| 10/10/1998 | Любляна       | Словенія  | 1 – 2     | Норвегія          | Відбір до ЧЄ 2000    | -    |          |
| 18/11/1998 | Каїр          | Єгипет    | 1 – 1     | Норвегія          | товариський матч     | -    |          |
| 10/02/1999 | Піза          | Італія    | 0 – 0     | Норвегія          | товариський матч     | -    |          |
| 28/04/1999 | Тбілісі       | Грузія    | 1 – 4     | Норвегія          | Відбір до ЧЄ 2000    | -    |          |
| 20/05/1999 | Осло          | Норвегія  | 6 – 0     | Ямайка            | товариський матч     | -    |          |
| 30/05/1999 | Осло          | Норвегія  | 1 – 0     | Грузія            | Відбір до ЧЄ 2000    | -    |          |
| 05/06/1999 | Тирана        | Албанія   | 1 – 2     | Норвегія          | Відбір до ЧЄ 2000    | -    |          |
| 04/09/1999 | Осло          | Норвегія  | 1 – 0     | Греція            | Відбір до ЧЄ 2000    | -    |          |
| 08/09/1999 | Осло          | Норвегія  | 4 – 0     | Словенія          | Відбір до ЧЄ 2000    | -    |          |
| 09/10/1999 | Рига          | Латвія    | 1 – 2     | Норвегія          | Відбір до ЧЄ 2000    | -    |          |
| 31/01/2000 | Ла-Манга      | Ісландія  | 0 – 0     | Норвегія          | товариський матч     | -    |          |
| 02/02/2000 | Ла-Манга      | Данія     | 2 – 4     | Норвегія          | товариський матч     | -    |          |
| 23/02/2000 | Стамбул       | Туреччина | 0 – 2     | Норвегія          | товариський матч     | -    |          |
| 26/04/2000 | Осло          | Норвегія  | 0 – 2     | Бельгія           | товариський матч     | -    |          |
| 27/05/2000 | Осло          | Норвегія  | 2 – 0     | Словаччина        | товариський матч     | -    |          |
| 03/06/2000 | Осло          | Норвегія  | 1 – 0     | Італія            | товариський матч     | -    |          |
| 13/06/2000 | Роттердам     | Іспанія   | 0 – 1     | Норвегія          | ЧЄ 2000 - 1-й етап   | -    |          |
| 16/08/2000 | Гельсінкі     | Фінляндія | 3 – 1     | Норвегія          | товариський матч     | -    |          |
| 02/09/2000 | Осло          | Норвегія  | 0 – 0     | Вірменія          | Відбір до ЧС 2002    | -    |          |
| 28/03/2001 | Мінськ        | Білорусь  | 2 – 1     | Норвегія          | Відбір до ЧС 2002    | -    |          |
| 25/04/2001 | Осло          | Норвегія  | 2 – 1     | Болгарія          | товариський матч     | -    |          |
| 02/06/2001 | Київ          | Україна   | 0 – 0     | Норвегія          | Відбір до ЧС 2002    | -    |          |
| 06/06/2001 | Осло          | Норвегія  | 1 – 1     | Білорусь          | Відбір до ЧС 2002    | -    |          |
| 06/10/2001 | Єреван        | Вірменія  | 1 – 4     | Норвегія          | Відбір до ЧС 2002    | -    |          |
| 13/02/2002 | Брюссель      | Бельгія   | 1 – 0     | Норвегія          | товариський матч     | -    |          |
| 27/03/2002 | Туніс (місто) | Туніс     | 0 – 0     | Норвегія          | товариський матч     | -    |          |
| 14/05/2002 | Осло          | Норвегія  | 3 – 0     | Японія            | товариський матч     | -    |          |
| 12/02/2003 | Іракліон      | Греція    | 1 – 0     | Норвегія          | товариський матч     | -    |          |
| 22/01/2004 | Гонконг       | Швеція    | 0 – 3     | Норвегія          | товариський матч     | -    |          |
| 25/01/2004 | Гонконг       | Гондурас  | 1 – 3     | Норвегія          | товариський матч     | -    |          |
| 28/01/2004 | Сінгапур      | Сінгапур  | 2 – 5     | Норвегія          | товариський матч     | -    |          |
| 31/03/2004 | Белград       | Сербія    | 0 – 1     | Норвегія          | товариський матч     | -    |          |
| 28/04/2004 | Осло          | Норвегія  | 3 – 2     | Росія             | товариський матч     | -    |          |
| 18/08/2004 | Осло          | Норвегія  | 2 – 2     | Бельгія           | товариський матч     | 1    |          |
| 04/09/2004 | Палермо       | Італія    | 2 – 1     | Норвегія          | Відбір до ЧС 2006    | -    |          |
| 08/09/2004 | Осло          | Норвегія  | 1 – 1     | Білорусь          | Відбір до ЧС 2006    | 1    |          |
| 20/04/2005 | Таллінн       | Естонія   | 1 – 2     | Норвегія          | товариський матч     | -    |          |
| 07/09/2005 | Осло          | Норвегія  | 1 – 2     | Шотландія         | Відбір до ЧС 2006    | -    |          |
| 15/11/2006 | Белград       | Сербія    | 1 – 1     | Норвегія          | товариський матч     | -    |          |
| 08/09/2007 | Кишинів       | Молдова   | 0 – 1     | Норвегія          | Відбір до ЧЄ 2008    | -    |          |
| 12/09/2007 | Осло          | Норвегія  | 2 – 2     | Греція            | Відбір до ЧЄ 2008    | -    |          |
| 21/11/2007 | Валлетта      | Мальта    | 1 – 4     | Норвегія          | Відбір до ЧЄ 2008    | -    |          |
| Усього     |               | Матчів    | 52        |                   | Голів                | 4    |          |

## Титули і досягнення

### Командні
- Чемпіон Норвегії (5):

«Русенборг»: 1992, 1993, 2003, 2004, 2006
- Володар Кубка шотландської ліги (1):

«Селтік»: 1999–00
- Володар Кубка Норвегії (1):

«Русенборг»: 2003

### Особисті
- Захисник року чемпіонату Норвегії: 2003